# Flipnote Studio 3D
Flipnote Studio 3D (うごくメモ帳3D, Ugoku Memo-chou 3D) est une application sur Nintendo 3DS permettant de réaliser des Flipnotes (sorte de flip books virtuels) en relief 3D utilisant un système de calques (calques qui rentrent et qui sortent de l'écran 3D (supérieur) selon leur niveau). Elle sort en juillet 2013 au Japon, en février 2015 en Amérique du Nord et en mars 2016 en Europe et Australie. Il s'agit de la suite de Flipnote Studio sortie en 2009 sur Nintendo DSi.
Les options de l'application disponibles en ligne sont interrompues et celle-ci ne peut plus être téléchargée depuis le 2 avril 2018.
Depuis 27 mars 2023, l'application ne peut plus être téléchargée à cause de la fermeture de l'eShop sur Nintendo 3DS.

## Histoire
Le logiciel est disponible au téléchargement sur le Nintendo eShop japonais de la 3DS depuis le 24 juillet 2013. Le logiciel est initialement prévu pour une sortie le 1er août 2013 en Occident, mais elle est cependant retardée à cause de la popularité du logiciel au Japon qui provoque des saturations de serveurs.
La date de sortie du logiciel en Europe, en Amérique du Nord et en Australie reste indéterminée jusqu'à début 2015 lorsque Nintendo annonce la fin des opérations du Club Nintendo dans le monde entier. Le logiciel est alors disponible sur le Club Nintendo américain à partir du 5 février 2015. En Europe et Australie, le jeu est proposé lors de l'ouverture du nouveau site de fidélité de Nintendo, nommé My Nintendo, le 31 mars 2016. Il est de nouveau possible de l'avoir depuis le 1er janvier 2017 avec My Nintendo pour 200 points platines.

## Fonctionnalités

### Création de Flipnotes
Similairement à son prédécesseur, Flipnote Studio 3D permet aux utilisateurs de créer des dessins animés appelés Flipnotes. Ces Flipnotes peuvent être faites de centaines de pages, et peuvent être lues à différentes vitesses. Le logiciel offre aux utilisateurs la possibilité de créer des Flipnotes en 3D en dessinant les différentes parties de l'animation sur un maximum de trois plans  ou « couches ». Les principaux outils comprennent un stylo, une gomme et un pinceau. Les nouveaux outils permettent de créer des formes, de remplissent les espaces vierges (la boîte à peinture), et d'insérer du texte. L'application dispose d'une palette de couleurs limitée, y compris le noir, blanc, rouge, bleu, vert et jaune. C'est une légère amélioration par rapport à Flipnote Studio, qui ne comprenait pas le jaune et le vert comme couleurs sélectionnables, mais était encore possible en utilisant un mélange de couleurs. L'outil de sélection permet de copier et manipuler des parties d'une page. Les utilisateurs peuvent également utiliser la caméra et le microphone de la 3DS pour ajouter de l'audio et des photos à leurs créations. Ces animations peuvent soit être partagées sur la communauté en ligne de l'application, ou en les exportant au format GIF ou AVI.

### Services en lignes
Flipnote Studio 3D a été lancé avec deux services distincts en ligne: Flipnote Gallery : Amis et Flipnote Gallery : Monde. Comme leurs noms l'indique, le premier permet à l'utilisateur de partager ses Flipnotes avec des personnes enregistrées sur sa liste d'Amis 3DS, et le second est une communauté mondiale pour le partage et la visualisation de Flipnotes. Flipnote Gallery : Amis a un service SpotPass inclus comme une fonction de Flipnote Studio 3D. Le service permet aux utilisateurs de partager des Flipnotes avec jusqu'à 20 personnes dans leur liste d'amis 3DS via des galeries temporaires. En outre, Flipnote Gallery : Amis permet le partage de Flipnotes avec ses Amis. Le 1er novembre 2013, Nintendo a mis fin à Flipnote Gallery : Amis au Japon, en raison que les utilisateurs, y compris des mineurs, pouvaient échanger des codes d'amis sur les forums Internet et les utiliser pour envoyer du contenu inapproprié. Plus tard, la communauté d'Amis a complètement été retirée de l'application via une mise à jour.
Flipnote Gallery : Monde est un service d'intérêt général payant, gratuit pendant un mois, et le successeur de Flipnote Hatena qui est maintenant fermé depuis le 31 mai 2013. Contrairement à Flipnote Gallery : Amis, ce service n'a pas été interrompu. Le service peut aussi être gratuit 30 jours de différentes façons. Il y a aussi un horaire de 15 h à 21 h où n'importe qui peut se connecter à ce service gratuitement, sur la base de l'heure système de la 3DS. Des passes supplémentaires peuvent être achetés pour une somme modique. Chaque passage, activé lorsque la passe précédente expire, accorde aux utilisateurs 100 Pièces et 3 pièces-étoile qui sont nécessaires pour diverses activités.
Une Pièce est nécessaire pour effectuer la plupart des activités sur Flipnote Gallery : Monde, y compris pour poster un commentaire ou télécharger une Flipnote. Ils sont également utilisés pour évaluer les Flipnotes. Ils sont également nécessaires pour poster des Flipnotes. Les utilisateurs peuvent ajouter autant de Pièces comme ils veulent, sur la base de "comment-ils-aiment-la-Flipnote". Les utilisateurs reçoivent une quantité très limitée de pièces-étoile. Elles sont nécessaires pour ajouter un autre créateur aux Favoris, et peuvent également être ajoutés aux Flipnotes des autres. Les Flipnotes peuvent être regardés en utilisant soit une Pièce régulière ou une pièce-étoile. Si les Flipnotes affiché avec une pièce régulière ne reçoivent pas de pièces-étoile dans les 30 jours, ils seront automatiquement retirés du service. D'autre part, les Flipnotes ayant reçu des pièces-étoile restera sur la Galerie indéfiniment et indépendamment du fait qu'il a reçu des pièces-étoiles Il y a aussi une rubrique dans Flipnote Gallery : Monde appelée Galerie Nintendo DSi, dans laquelle les Flipnotes publiés sur Flipnote Hatena peut être consultés et téléchargés. Cette galerie est libre d'accès. Les utilisateurs peuvent participer à la communauté mondiale Flipnote Gallery : Collector, soit comme un « Créateur » ou de « Créateurs » font des Flipnotes qui sont affichées dans la galerie, tandis que le rôle de collecteurs est de trouver des Flipnotes de haute qualité et de les aider à devenir populaire. Bien progresser dans les deux activités donne l'occasion pour les utilisateurs de s'accorder gratuitement un laissez-passer de 30 jours pour le service Flipnote Gallery : Monde.
La version Club Nintendo USA et Europe de Flipnote Studio 3D limite le partage des Flipnotes en mode sans fil local entre les consoles de familles 3DS, même si les utilisateurs peuvent toujours exporter leurs créations sur carte SD et télécharger les Flipnotes de la version DSi.

## Développement
L'application a été annoncée par Shigeru Miyamoto en 2011 sous le nom de Flipnote Memo. Sous le nom définitif de Flipnote Studio 3D, le logiciel a été annoncé dans un épisode du Mini Nintendo Direct consacré à l'application le 13 mars 2013. Dans cette annonce officielle, plusieurs fonctionnalités ont été révélées, tel que la possibilité de créer des Flipnotes en 3D en utilisant jusqu'à trois plans ou « couches ». Le logiciel est disponible au téléchargement sur le Nintendo eShop japonais de la Nintendo 3DS le 24 juillet 2013.
Le logiciel est initialement prévu pour une sortie le 1er août 2013 en Occident, mais elle est cependant retardée à cause de la popularité du logiciel au Japon qui provoque des saturations de serveurs. Le site web officiel de Nintendo of America consacré à l'application, à l'origine indiquait une date de sortie « début août 2013 », mais le 7 août 2013, cette date de sortie a été remplacée par « TBD » (qui veut dire to be determined, en français « à déterminer ») sans évoquer le retard[réf. souhaitée]. Le 20 janvier 2015, Nintendo annonce la fermeture du Club Nintendo pour le courant de l'année, et ajoute que Flipnote Studio 3D sera proposé gratuitement en Occident aux membres de ce service. Un code de téléchargement est proposé du 10 février au 30 juin 2015 en Amérique du Nord sur le Club Nintendo, tandis qu'il est proposé du 31 mars au 30 avril 2016 en Europe et Australie pour les personnes s'étant inscrites au nouveau programme de fidélité de Nintendo nommé My Nintendo.

## Réception
Flipnote Studio 3D a reçu des commentaires plutôt positifs depuis sa sortie au Japon. Une éditoriale Nintendo World Report a déclaré que Flipnote Gallery : Amis (disparu en novembre 2013) n'a pas été très bien organisée. Cependant, elle a également salué Flipnote Gallery : Monde et la richesse des autres options de partage disponibles. Malgré l'absence actuelle de fonctionnalités SpotPass, l'éditoriale dit que Flipnote Studio 3D est toujours beaucoup de plaisir, et Nintendo devrait encore sortir l'application, encore retardé dans l'Ouest.
Les versions Club Nintendo USA et MyNintendo Occident de Flipnote Studio 3D a reçu des critiques mitigées. Alors que beaucoup ont été ravis d'enfin recevoir l'application tant attendue, d'autres pensaient que l'absence de Flipnote Gallery : Monde la rend essentiellement inutile.